# Église Saint-Jean-Baptiste de Colonfay
L'église Saint-Jean-Baptiste de Colonfay est une église située à Colonfay, en France.

## Localisation
L'église est située sur la commune de Colonfay, dans le département de l'Aisne.

## Historique

### Galerie

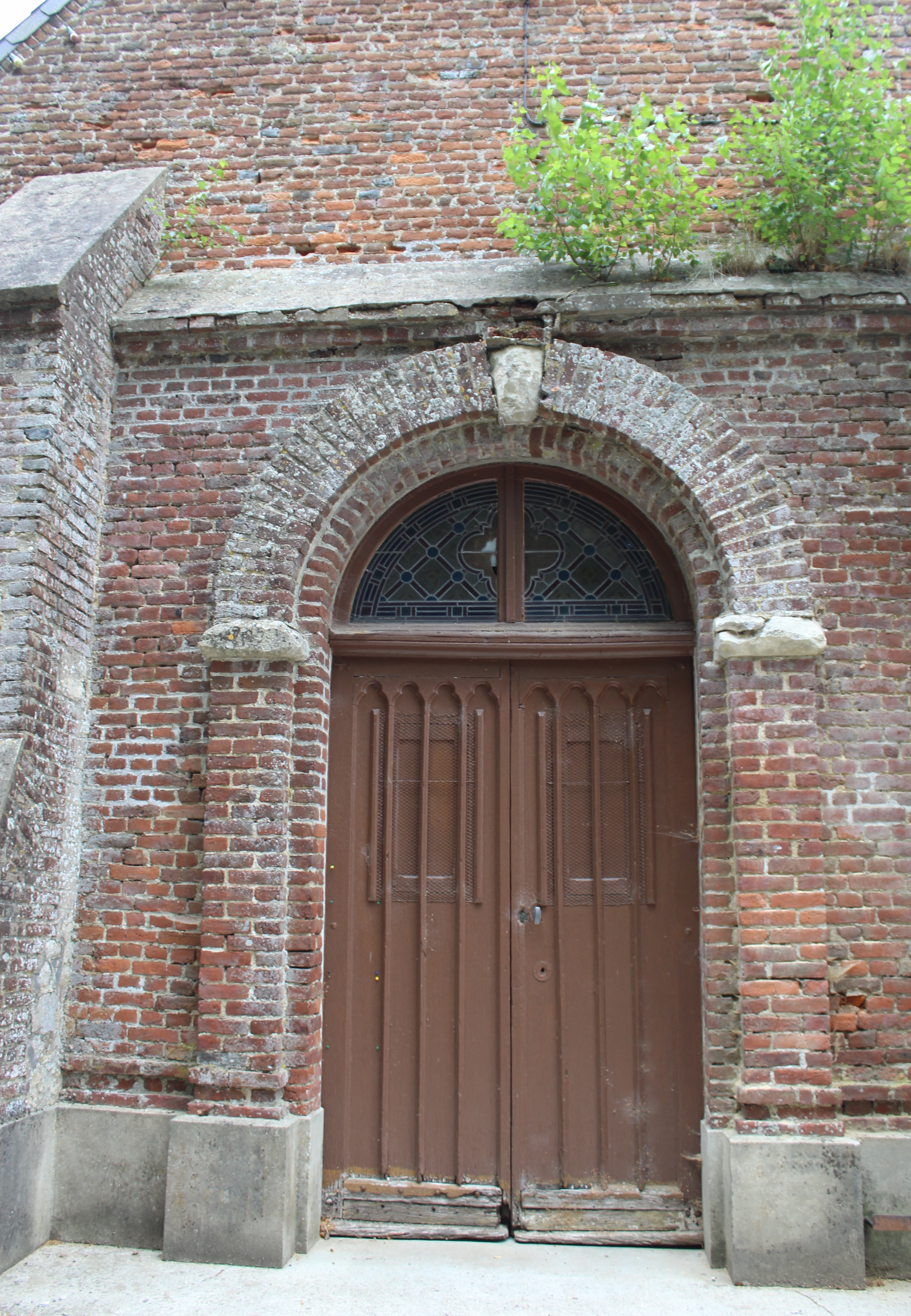
Le portail de l'église.
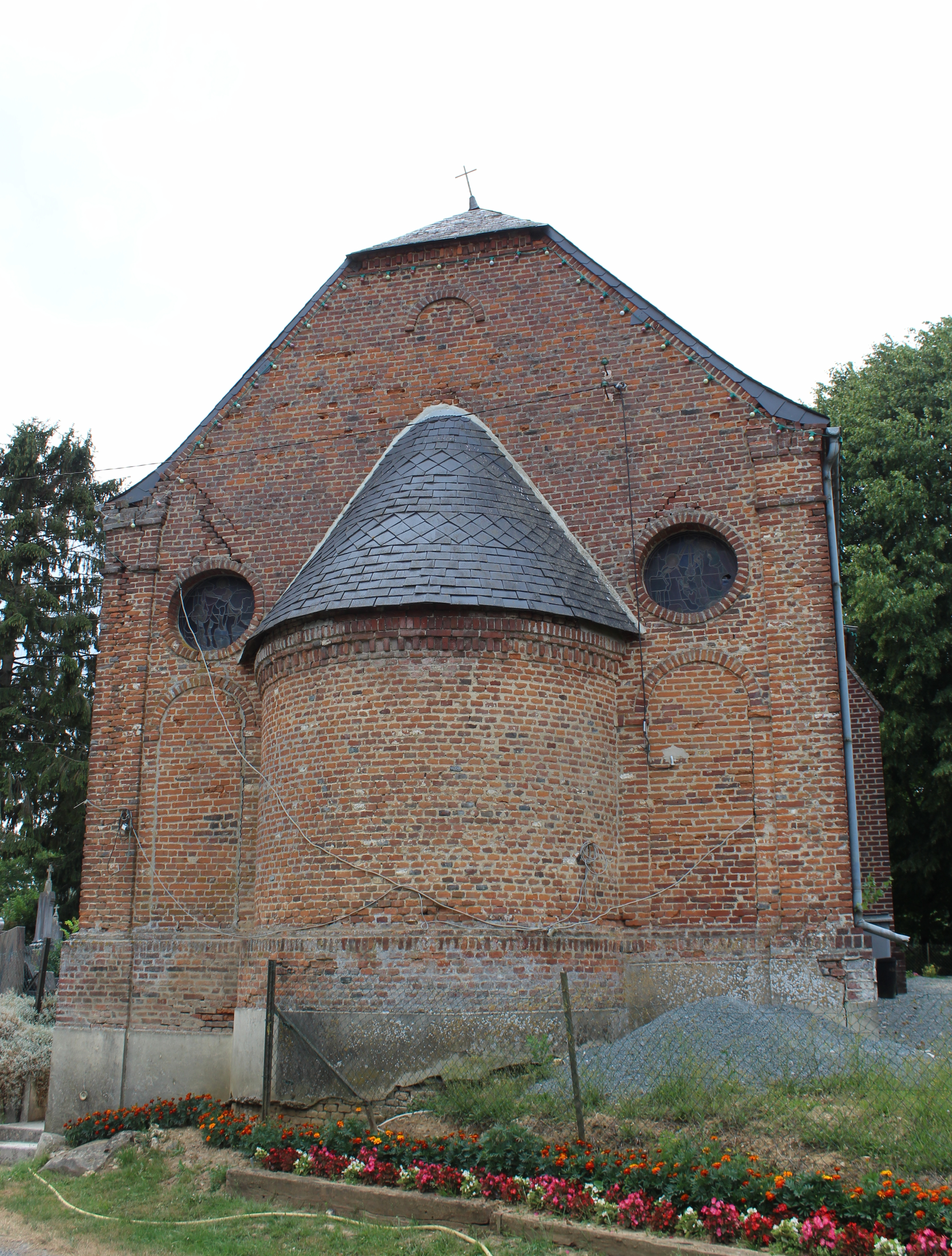
Arrière de l'église côté route.